# فرودگاه سینگابوچ
فرودگاه سینگابوچ (به انگلیسی: Syangboche Airport) (به زبان بومی: स्याङ्बोचे) یک فرودگاه همگانی با کد یاتا SYH است که یک باند فرود سنگفرش دارد و طول باند آن ۴۰۰ متر است. این فرودگاه در کشور نپال قرار دارد و در ارتفاع ۳۷۸۰ متری از سطح دریا واقع شده‌است. 
سینگابوچ نزدیکترین فرودگاه به قله اورست است. 